# Wawrzyniec Lipski
Wawrzyniec Lipski z Lipia herbu Łada (zm. w 1616 roku) – poborca w ziemi rawskiej.
Poseł na sejm koronacyjny 1587/1588 roku z województwa rawskiego.